# Alfonso Enrique Barrientos
Alfonso Enrique Barrientos Márquez (Moyuta, Jutiapa, 20 de agosto de 1921 - Ciudad de Guatemala, 24 de septiembre de 2007) fue un escritor y periodista guatemalteco. Es autor de novelas, ensayos y obras teatrales entre las que están Cuentos de Belice y El Señor Embajador. Perteneció a la Generación del 40, un conjunto de escritores guatemaltecos coetáneos.

## Obras
- Cuento de amor y de mentiras
- El Negro (cuento, 1952)
- El señor embajador (1967)
- El molino de gracia (teatro, 1968)
- Cuentos de Belice
- La huella del maniquí
- Áncora en la arena (novela, 1972)
- [Enrique Gómez Carrillo] (1973)
- El Tepeu (cuento, 1985)
- Máscara II (novela, 1986)
- Rafael Arévalo Martínez y Andrés Bello (biografías mínimas 1986 y 1989)
- El desertor
- Justo Rufino Barrios, el Reformador de Guatemala (1984)